# Оболенский, Александр Сергеевич
Князь Алекса́ндр Серге́евич Оболе́нский (17 февраля 1916, Петроград — 29 марта 1940, RAF Martlesham Heath) — английский регбист русского происхождения. Был известен среди болельщиков под прозвищами Обо, Летающий Князь (англ. The Flying Prince) и Летающий Славянин (англ. The Flying Slav).

## Биография

### Ранние годы
Родился в Петрограде (ныне Санкт-Петербург) в семье гвардейского ротмистра князя Сергея Александровича Оболенского (1879—1960) и Любови Александровны Оболенской (урожд. Нарышкиной; 1890—1967). Когда Александру было три года, его семья была вынуждена бежать из России, в которой в 1917 году произошла большевистская революция. Учился в начальной школе для мальчиков в Этуолле и в Трент-колледже в Лонг-Итоне, графство Дербишир, после чего в 1934 году поступил в колледж Брэйзноуз Оксфордского университета, который окончил в 1938 году.

### Регби
Играл в регби за университетскую команду, а также за команды «Лестер Тайгерс» и Rosslyn Park. В январе 1936 года был включён в сборную Англии по регби, не имея британского гражданства, которое получил несколькими месяцами позже, в марте того же года. Прославился в матче с All Blacks (1936). Англичане победили со счётом 13:0 благодаря двум блестящим «заносам» Оболенского Вклад Оболенского в результат этого матча тем более важен, что это была первая в истории победа Англии над Новой Зеландией.
Позже в том же 1936 году Оболенского вызывали в сборную Англии ещё трижды, он сыграл в матчах с Уэльсом 18 января, Ирландией 8 февраля и с Шотландией 21 марта, но попыток в этих играх не заносил. Был избран в команду «Британских Львов», совершившую в 1936 году игровое турне в Аргентину. С 1937 до 1939 год Оболенский сыграл семь игр за «Барбарианс Ф. К.», совершив 3 попытки.

#### Попытка Оболенского
4 января 1936 года Александр Оболенский занёс 2 попытки в своём дебютном матче за сборную Англии. Одна из двух попыток навсегда вошла в анналы мирового спорта и до сих пор считается самым выдающимся заносом в истории регби.
Оболенский получил мяч на правом фланге и совершил рывок по диагонали через три четверти поля, обойдя полкоманды новозеландцев и приземлив мяч на левом фланге в зачётном поле соперника. Занос был снят на киноплёнку (запись доступна в Интернете).

### Гибель
Сразу после начала Второй мировой войны в 1939 году поступил на службу в 504-ю эскадрилью Королевских ВВС. 29 марта 1940 года погиб, совершая посадку на истребителе Hawker Hurricane во время тренировочного полёта.

## Память

Памятник А. С. Оболенскому на Кромвель-сквер в Ипсвиче

18 февраля 2009 года в Ипсвиче, где похоронен Александр Оболенский, состоялось открытие памятника, на котором присутствовали болельщики регби со всех концов Англии, ветераны Королевских военно-воздушных сил и родственники князя. Средства на памятник (50 000 фунтов стерлингов) пожертвовали компании и частные лица (в частности, первые 20 000 фунтов стерлингов пожертвовала местная компания Call Connection). 5 000 пожертвовал российский олигарх Роман Абрамович.
Выдающуюся игру Оболенского описал в своей лекции о Н. В. Гоголе Владимир Набоков: «Несколько лет назад на регбийном матче в Англии я видел, как великолепный Оболенский на бегу отбил мяч ногой и, тут же передумав, в броске поймал его руками».
10 ноября 2023 года был посмертно включён в Зал славы российского регби.

## Сноски
1. ↑  Михайлов Г. К. Дополнения и уточнения к 1-му тому // Дворянские роды Российской империи / Руководители авторского коллектива П. Х. Гребельский, С. В. Думин. — М.: «Ликоминвест», 1996. — Т. 3. — С. 254. — 10 000 экз.
2. ↑  >7 April 1936. Issue:34272. Page:2276 (англ.). The London Gazette. Дата обращения: 27 ноября 2015. Архивировано 9 декабря 2015 года.
3. ↑  А. Баранов: «В Ипсвиче появится памятник князю Оболенскому» Архивная копия от 16 января 2009 на Wayback Machine. Русская служба Би-би-си, 9.01.2009
4. ↑  Шилов Е. Памятник русскому князю в английском городе Архивная копия от 21 февраля 2009 на Wayback Machine // Русская служба Би-би-си. — 19 февраля 2009 г.
5. ↑  Набоков В. Лекции по русской литературе. — М., 2001. — С. 84.
6. ↑  Князь Александр Оболенский и Евстафий Дементьев включены в Зал Славы российского регби. Федерация регби России (10 ноября 2023). Дата обращения: 22 декабря 2023. Архивировано 22 декабря 2023 года.